# Bentwisch
Bentwisch è un comune del Meclemburgo-Pomerania Anteriore, in Germania.
Appartiene al circondario (Kreis) di Rostock ed è parte della comunità amministrativa (Amt) di Rostocker Heide.

## Geografia antropica
Il territorio comunale comprende in centro abitato di Bentwisch e le frazioni (Ortsteil) di Albertsdorf, Goorstorf, Harmstorf, Neu Harmstorf, Klein Bartelsdorf, Klein Bentwisch e Neu Bartelsdorf.